# 열반 (민족)
열반(悅般)은 중국 사서에 기록된 북흉노의 잔존 일파로, 오손의 서북쪽(제티수) 지역에 있었다. 위서(魏書)에 의하면 그 풍속과 언어는 고차(高車)와 같았으며 호(胡)에 비해 청결했는데, 흉노의 북선우가 한나라의 장군 두헌에게 쫓겨날 때 약하여 따라가지 못한 이들이 남은 것이라고 한다. 또 위서에는 환술을 부리는 주술사들의 묘사가 기록되어 있다.
현대 학자들은 흉노 멸망 이후 서쪽으로 도피한 부족 집단 중 일부가 제티수를 정복하고 열반을 형성했을 것으로 추정한다. 480년대에 월반은 처월(處月), 처밀(處密), 처목곤(處木昆), 처반(處半)으로 나뉘어 있었다. 그 중 처월은 돌궐과 섞여 서돌궐의 사타(沙陀)를 형성했으며, 또한 처목곤은 키메크인의 형성에 관여했을 가능성이 있다.

## 같이 보기
- 치길인
- 키메크인